# Булез
Булез (фр. Bouleuse) насеље је и општина у североисточној Француској у региону Шампањ-Арден, у департману Марна која припада префектури Ремс.
По подацима из 2011. године у општини је живело 174 становника, а густина насељености је износила 42,34 становника/km². Општина се простире на површини од 4,11 km². Налази се на средњој надморској висини од 150 метара.

## Демографија
| 1962. | 1968. | 1975. | 1982. | 1990. | 1999. | 2011. |
| ----- | ----- | ----- | ----- | ----- | ----- | ----- |
| 106   | 122   | 109   | 143   | 161   | 165   | 174   |

График промене броја становника у току последњих година